# Lauren Faust
Lauren Faust est une réalisatrice et scénariste américaine née le 25 juillet 1974 à San José, en Californie. Elle a grandi à Severna Park puis a étudié l'animation au California Institute of the Arts et est actuellement mariée à Craig McCracken. 
Storyboarder des séries Les Supers Nanas et Foster, la maison des amis imaginaires, Faust travaille avec Hasbro sur la série d'animation My Little Pony : Les amies, c'est magique et travaille sur Super Best Friend Forever (en). Nommée 4 fois aux Emmy Awards (2 fois pour Foster, la maison des amis imaginaires et 2 fois pour Les Supers Nanas), elle a également eu une nomination aux Annie Awards pour son travail sur Foster, la maison des amis imaginaires (dont le personnage de Frankie est basé sur elle). Le 8 mai 2011, Faust a annoncé sa décision de démissionner de son rôle de productrice déléguée de My Little Pony : Les amies, c'est magique pour passer à celui de productrice consultante à partir de la deuxième saison.

## Filmographie

### Films
| Année | Titre                     | Rôle                    |
| ----- | ------------------------- | ----------------------- |
| 1994  | Home, Honey, I'm High     | Voix                    |
| 1997  | Dany, le chat superstar   | Animatrice - « Sawyer » |
| 1998  | Excalibur, l'épée magique | Animatrice - États-Unis |
| 1999  | Le Géant de fer           | Animatrice              |
| 2002  | Les Supers Nanas, le film | Scénariste              |

### Television
| Année     | Titre                                     | Rôle |
| --------- | ----------------------------------------- | --- |
| 1995      | The Maxx                                  | Graphiste |
| 2001      | Nom de code : Kids Next Door              | Animatrice Épisode : Défense de -isser dans la -iscine                                                                |
| 2001-2004 | Les Supers Nanas                          | Storyboarder, scénariste, réalisatrice, directrice de la production                                                   |
| 2004-2009 | Foster, la maison des amis imaginaires    | Développeur, directrice de la production, scénariste, storyboarder, character designer, directrice de l'animation     |
| 2010-2011 | My Little Pony : Les amies, c'est magique | Développeur, productrice déléguée, storyboarder, directrice de création (saison 1) Productrice consultante (saison 2) |
| 2019-     | DC Super Hero Girls                       | Développeur, scénariste, créatrice                                                                                    |

## Jeu vidéo
| Année | Titre                 | Rôle                      |
| ----- | --------------------- | ------------------------- |
| 2020  | Them's Fightin' Herds | Game Designer, scénariste |